# San Vicente de la Barquera
San Vicente de la Barquera es un municipio y localidad de Cantabria, en España. Ubicada en la comarca de la Costa Occidental, limita con el mar Cantábrico y los municipios de Valdáliga, Herrerías y Val de San Vicente. El turismo es su principal actividad económica. La mayor parte del término municipal se encuentra en los límites del parque natural de Oyambre. El término municipal, con una superficie de 41,5 km², tiene una población de 3992 habitantes (INE 2024), repartidos en nueve localidades.

## Geografía
Integrado en la comarca de Costa Occidental, se sitúa a 58 kilómetros de Santander. El término municipal está atravesado por la autovía del Cantábrico (A-8), por la carretera nacional N-634, entre los pK 265 y 272, por la carretera autonómica CA-131, que conecta con Comillas, y por carreteras locales que permiten la comunicación entre las pedanías. 
El relieve del municipio está definido por la accidentada costa cántabra occidental, que da lugar a numerosas playas, la ría de San Vicente, que supone la salida al mar de los ríos Gandarilla y Escudo, y los parajes naturales integrados en el Parque Natural de Oyambre, además de la zona montañosa del sur del territorio. La altitud oscila entre los 579 metros en el extremo sur (Alto de la Fuentefría) y el nivel del mar. El pueblo se alza a 35 metros sobre el nivel del mar.
| Noroeste: Val de San Vicente | Norte: mar Cantábrico      | Nordeste: mar Cantábrico |
| Oeste: Val de San Vicente    |                            | Este: Valdáliga          |
| Suroeste: Herrerías          | Sur: Herrerías y Valdáliga | Sureste: Valdáliga       |

### Naturaleza

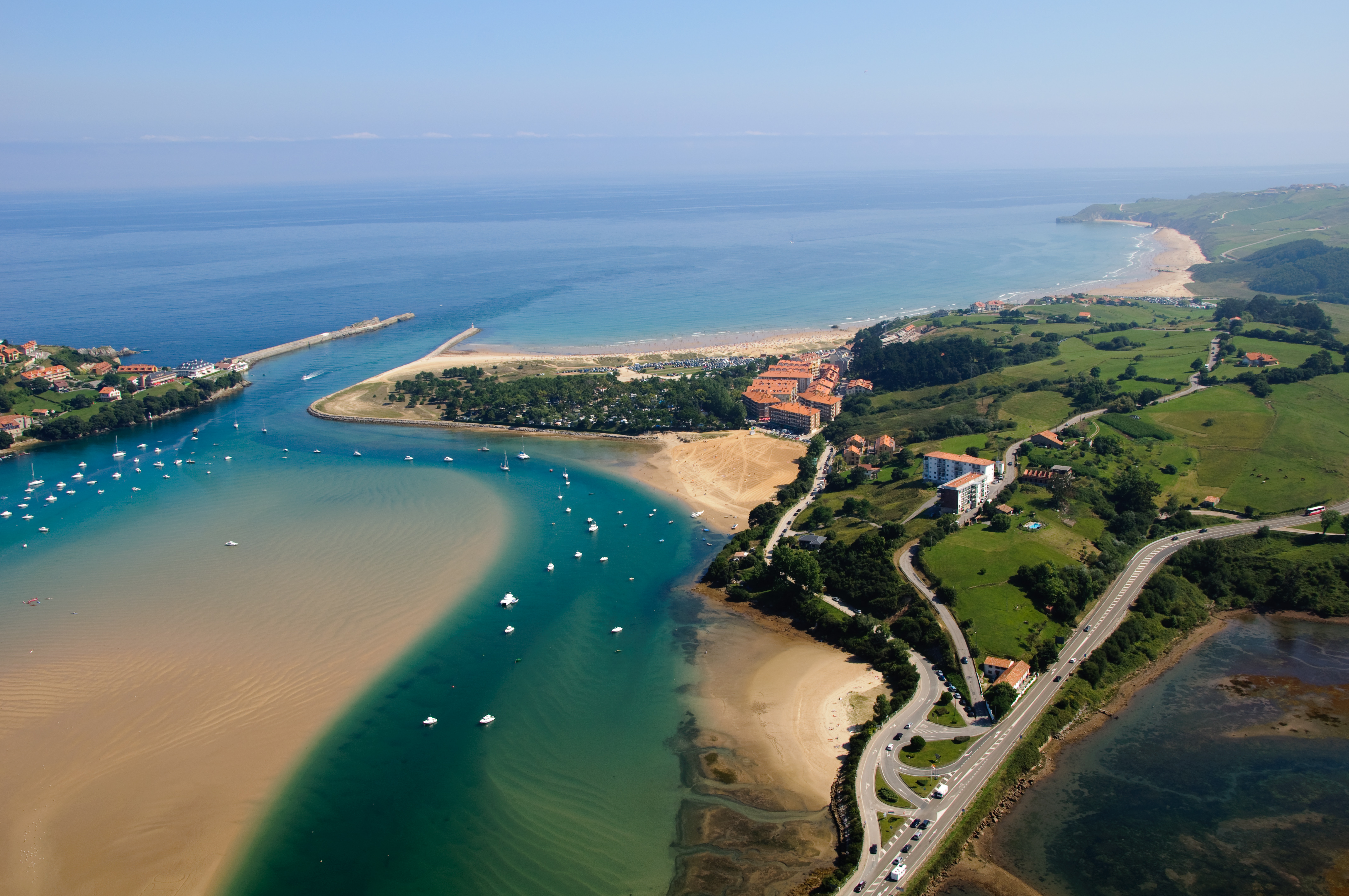
Estuario de San Vicente de la Barquera

Se trata de un municipio costero cuyo principal atractivo natural es el parque natural de Oyambre, espacio protegido desde 1988. En sus 57 kilómetros cuadrados de extensión caben acantilados, playas como las de Oyambre o Merón, rías como las de La Rabia y San Vicente de la Barquera, marismas y pequeños bosques caducifolios mixtos. Las rías y marismas tienen una gran riqueza ornitológica.

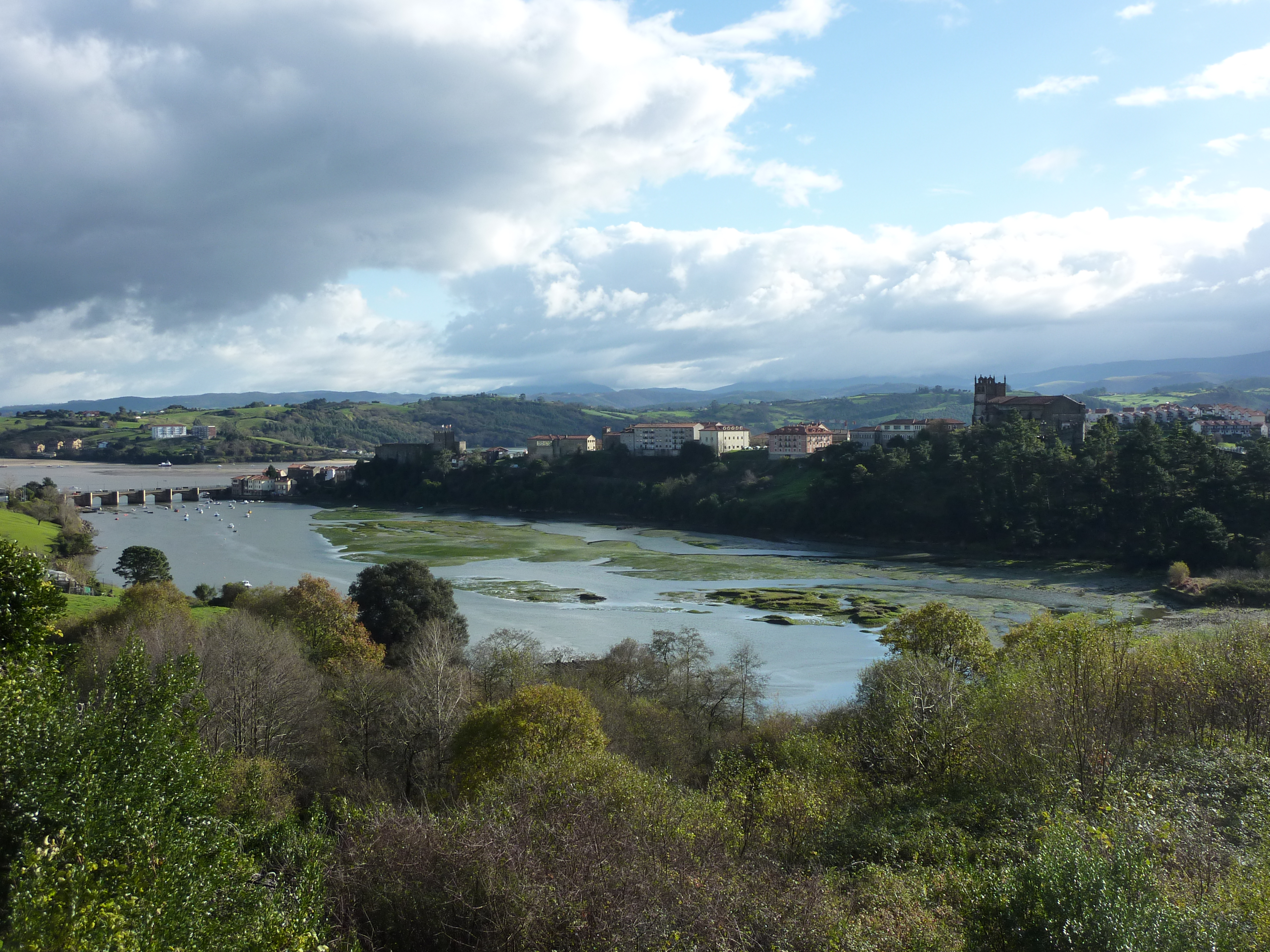
Estuario del río Gandarilla

Los dos ríos del municipio son el Escudo y el Gandarilla. El río Escudo nace en la sierra del Escudo de Cabuérniga y después de atravesar Valdáliga entra en San Vicente de la Barquera formando la marisma de Rubín. El río Gandarilla nace al sur del municipio de San Vicente y forma la marisma de Pombo. Se unen creando la ría de San Vicente, situándose la capital municipal entre ambas rías.
En cuanto a las playas, ha de mencionarse la pequeña cala de la Fuente, junto a Santillán. Luego están las playas de la capital municipal, amplias y frecuentadas en verano: la de la Maza y el Tostadero. En la parte este del municipio, hasta el Cabo de Oyambre, está la playa de Merón, de más de tres kilómetros, dividida en: El Puntal, El Rosal, Merón, Bederna y Peñas Negras. Y más allá se encuentra la playa de Oyambre.

## Historia
Existen evidencias de poblamiento humano desde la Prehistoria. En concreto, han quedado vestigios de la Edad del Bronce, como el yacimiento megalítico de El Barcenal. Se cree que aquí habitaron los cántabros orgenomescos. Se ha identificado San Vicente con el Portus Vereasueca de los romanos.

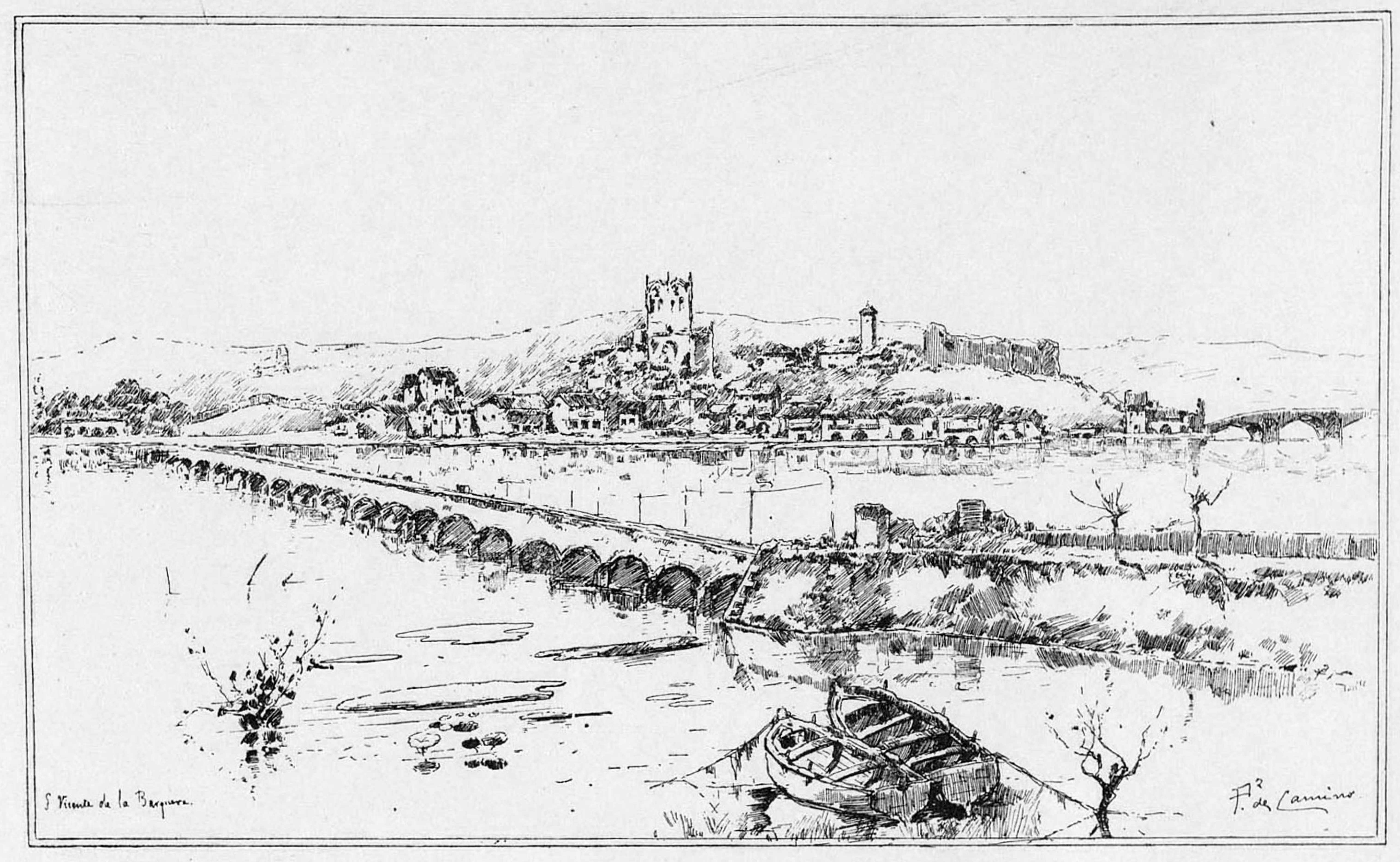
Vista de la localidad en un dibujo del artista cántabro Fernando Pérez de Camino (La Montaña, 1889)

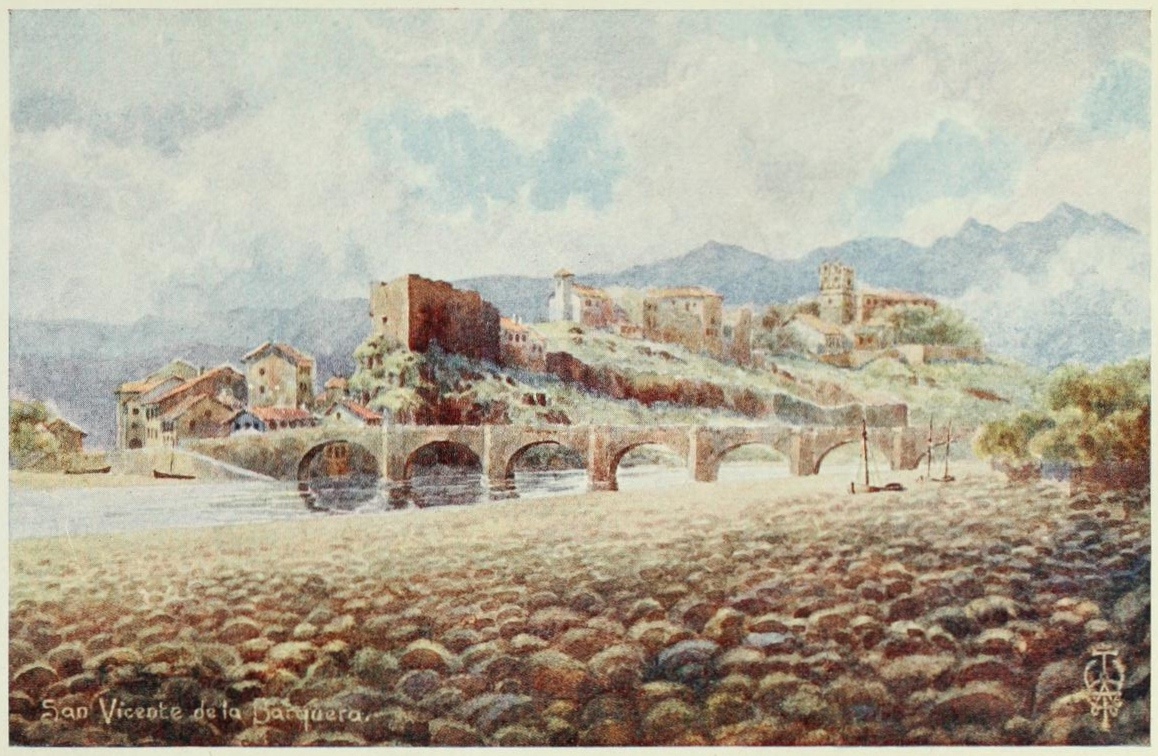
Vista de San Vicente de la Barquera en una acuarela de Edgar T. A. Wigram (Northern Spain, 1906)

En la Alta Edad Media, este territorio fue repoblado por Alfonso I a mediados del siglo VIII. Se alzó entonces el castillo, y alrededor de él fue creciendo la villa. El periodo de auge económico de San Vicente se desarrolla a partir de 1210. El 3 de abril de ese mismo año Alfonso VIII de Castilla otorgó a San Vicente de la Barquera privilegio de villazgo, concediéndole el mismo fuero que a San Sebastián. Fue la última de las «Cuatro Villas de la Costa» —Castro Urdiales (1163), Santander (1187), Laredo (1200) y la propia San Vicente de la Barquera— a la que Alfonso VIII otorgó fuero, configurándose como realengo. El auge fue posible gracias al comercio marítimo y los derechos de pesca. De 1330 datan las primeras normas de la cofradía de marineros. No obstante, a mediados del siglo XV entró en decadencia, por una serie de incendios y epidemias. En el siglo XVI, el futuro Carlos I de España visitó la villa cuando iba de camino a la meseta, para ser nombrado monarca. Con motivo de su visita se preparó una corrida de toros. Allí enfermó y tuvo que pasar la noche en el convento de San Luis.
San Vicente de la Barquera formó parte del Corregimiento de las Cuatro Villas de la Costa de la Mar y capital de la hermandad de las Cuatro Villas de la Mar. Participó en las Juntas de Puente San Miguel, interviniendo en la formación de las Ordenanzas de la provincia de Cantabria (1779). Se constituyó como ayuntamiento constitucional en 1822. En un primer momento, formó parte del partido judicial de Comillas. A partir de 1835 tuvo partido judicial propio, pero que no abarcaba la zona de Liébana, cosa que sí ocurre actualmente.
En abril de 1973 se anunció que Electra de Viesgo iba a construir la central nuclear de Santillán, de cuatro unidades y una potencia de cuatro millones de kilovatios, cuyo coste inicial se calculó en 80 000 millones de pesetas. La empresa adquirió 71,6 hectáreas de terreno, en una franja costera que abarca superficie de los municipios de San Vicente de la Barquera y Val de San Vicente, junto a la ensenada de la playa de La Fuente; sobre los acantilados de Santillán-Boria se construyó una zanja para realizar los sondeos previos para la construcción de la central nuclear en este terreno. Se programó que comenzara a exportar energía en 1982, con una potencia de 970 megavatios. Finalmente, debido a la oposición política y social, tanto de cántabros como de asturianos, la empresa eléctrica abandonó el proyecto de forma provisional.

## Demografía
San Vicente de la Barquera cuenta con una población de 3985 habitantes (INE 2024).
| Gráfica de evolución demográfica de San Vicente de la Barquera entre 1842 y 2021                                                                                                |
| |
| Población de derecho según los censos de población del INE Población de hecho según los censos de población del INEEn este censo se denominaba San Vicente de la Barquera: 1842 |

### Transporte y comunicaciones

#### Carreteras

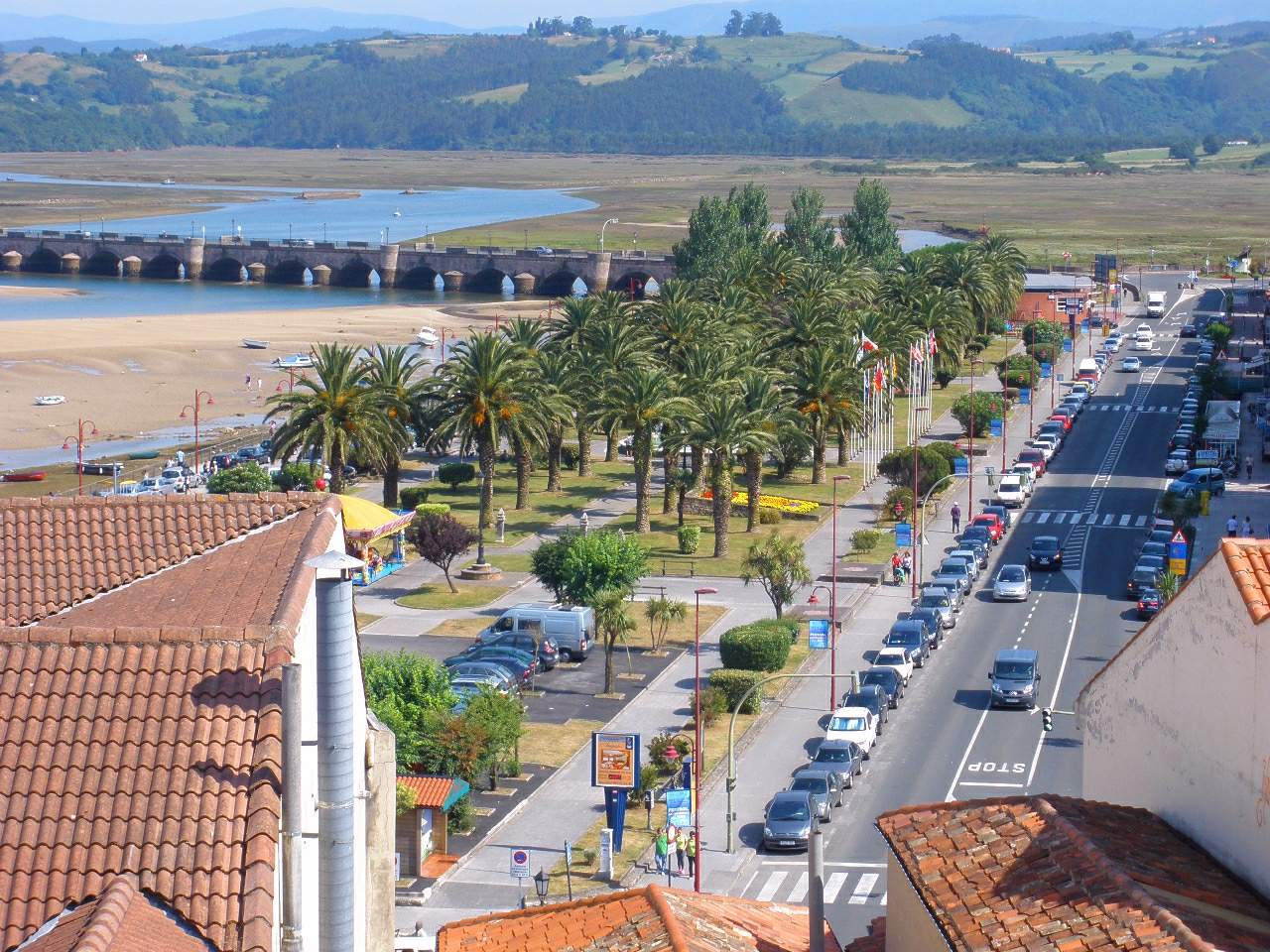
Avenida de Miramar

- Autovía A-8: comunica la villa con las principales ciudades del norte de España.
- N-634: carretera nacional, discurre paralela a la A-8.
- CA-131: carretera comarcal que discurre por toda la costa desde la villa hasta Barreda.
- CA-843: carretera comarcal que comunica la villa con las demás localidades del municipio hacia el interior.

#### Autobuses
La localidad cuenta con una estación de autobuses desde la que parten varias rutas que la comunican con todo el norte de España. Hay tres compañías principales: ALSA, La Cantábrica y Palomera.

#### Tren
El municipio posee una estación de tren en la localidad de La Acebosa. Forma parte del recorrido Santander-Oviedo de FEVE.

#### Avión
El aeropuerto más cercano se encuentra en Santander (60 km). También hay otros aeropuertos cercanos como el de Bilbao y el de Asturias, ambos a 160 km.

## Administración y política

### Gobierno municipal
| Periodo   | Nombre                                  | Partido | Partido                                  |
| --------- | --------------------------------------- | ------- | ---------------------------------------- |
| 2003-2005 | José Miguel Pardo Pardo                 |         | Partido Socialista Obrero Español (PSOE) |
| 2005-2015 | Julián Vélez González                   |         | Partido Popular (PP)                     |
| 2015-2023 | Dionisio Luguera Santoveña              |         | Partido Socialista Obrero Español (PSOE) |
| 2023-act. | María Rosario "Charo" Urquiza Rodríguez |         | Partido Socialista Obrero Español (PSOE) |

María Rosario "Charo" Urquiza Rodríguez (PSOE) es la actual alcaldesa del municipio. Destacar el cambio de gobierno en la legislatura 2003 - 2007, por la moción de censura de PP e IUa José Miguel Pardo Pardo (PSOE).
| Partido político                                                     | 2023  | 2023  | 2023       | 2019  | 2019  | 2019       | 2015  | 2015  | 2015       | 2011  | 2011  | 2011       | 2007  | 2007  | 2007       | 2003  | 2003  | 2003       |
| Partido político                                                     | Votos | %     | Concejales | Votos | %     | Concejales | Votos | %     | Concejales | Votos | %     | Concejales | Votos | %     | Concejales | Votos | %     | Concejales |
| Agrupación Independiente Vecinos San Vicente de la Barquera (AIVSVB) | 992   | 38,27 | 5          | —     | —     | —          | —     | —     | —          | —     | —     | —          | —     | —     | —          | —     | —     | —          |
| Partido Popular (PP)                                                 | 985   | 38,00 | 5          | 1155  | 42,48 | 5          | 1037  | 40,24 | 5          | 1353  | 49,61 | 7          | 1550  | 51,14 | 7          | 1365  | 44,89 | 5          |
| Partido Socialista Obrero Español (PSOE)                             | 257   | 9,92  | 1          | 892   | 32,81 | 4          | 764   | 29,65 | 3          | 505   | 18,52 | 2          | 595   | 19,63 | 2          | 692   | 22,76 | 3          |
| Partido Regionalista de Cantabria (PRC)                              | 128   | 4,94  | 0          | 202   | 7,43  | 1          | 432   | 16,76 | 2          | 442   | 16,21 | 2          | 356   | 11,75 | 1          | 291   | 9,57  | 1          |
| Izquierda Unida (IU)                                                 | 106   | 4,09  | 0          | 168   | 6,18  | 0          | 292   | 11,33 | 1          | —     | —     | —          | 271   | 8,94  | 1          | 284   | 9,34  | 1          |
| Ciudadanos (CS)                                                      | —     | —     | —          | 282   | 10,37 | 1          | —     | —     | —          | —     | —     | —          | —     | —     | —          | —     | —     | —          |
| Unión Barquereña Independiente (UBI)                                 | —     | —     | —          | —     | —     | —          | —     | —     | —          | 156   | 5,72  | 0          | 193   | 6,93  | 0          | 337   | 11,08 | 1          |

### Organización territorial
Localidades
- Abaño
- El Barcenal
- La Acebosa
- La Revilla
- Los Llaos
- Gandarilla
- Hortigal
- Santillán-Boria
- San Vicente de la Barquera (capital)

Barrios

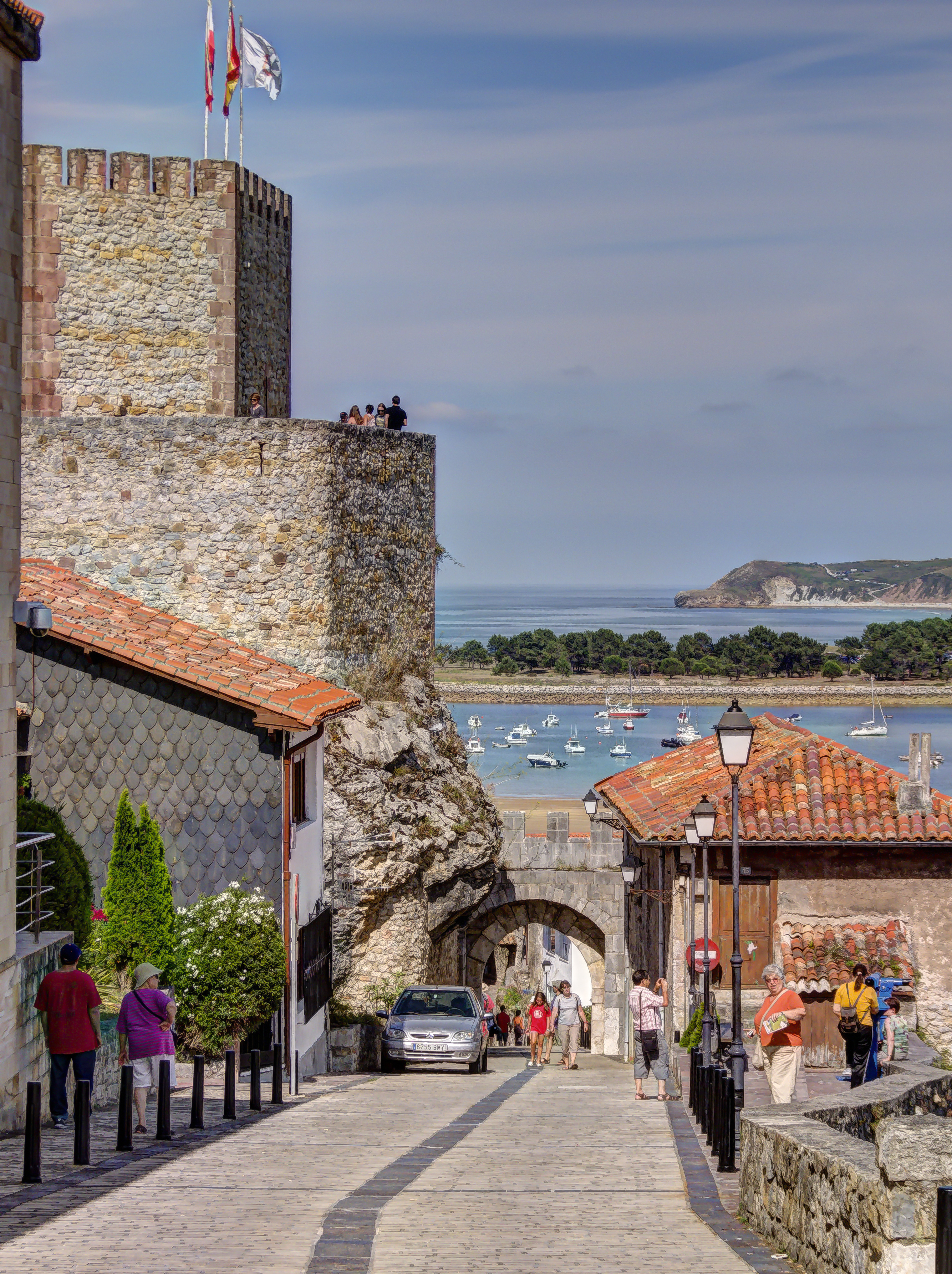
Castillo del Rey

- La Barquera: barrio que se encuentra en la zona del puerto.
- El Pueblo: es el centro de la villa. Aquí se encuentran los principales servicios.
- La Barrera: zona que se encuentra más alta que el pueblo. Aquí están los centros de enseñanza y servicios secundarios.
- El castillo: zona alta de la villa donde se encuentran la iglesia de Santa María de los Ángeles y el castillo del Rey.
- La playa: zona cercana a las playas.
- Las calzadas: zona residencial a las afueras del pueblo.

## Economía
Más de la mitad de la población económicamente activa se dedica al sector terciario, siendo el turismo su principal actividad, que puede explotar gracias a las playas, principalmente. Además, es el centro de la parte Occidental de Cantabria en cuanto a servicios: cabeza de partido judicial, comercios y administración. El resto de la población se dedica al sector primario (alrededor del 20 %), la construcción (un 18 %) y la industria (apenas un 7 %).

## Cultura

### Patrimonio

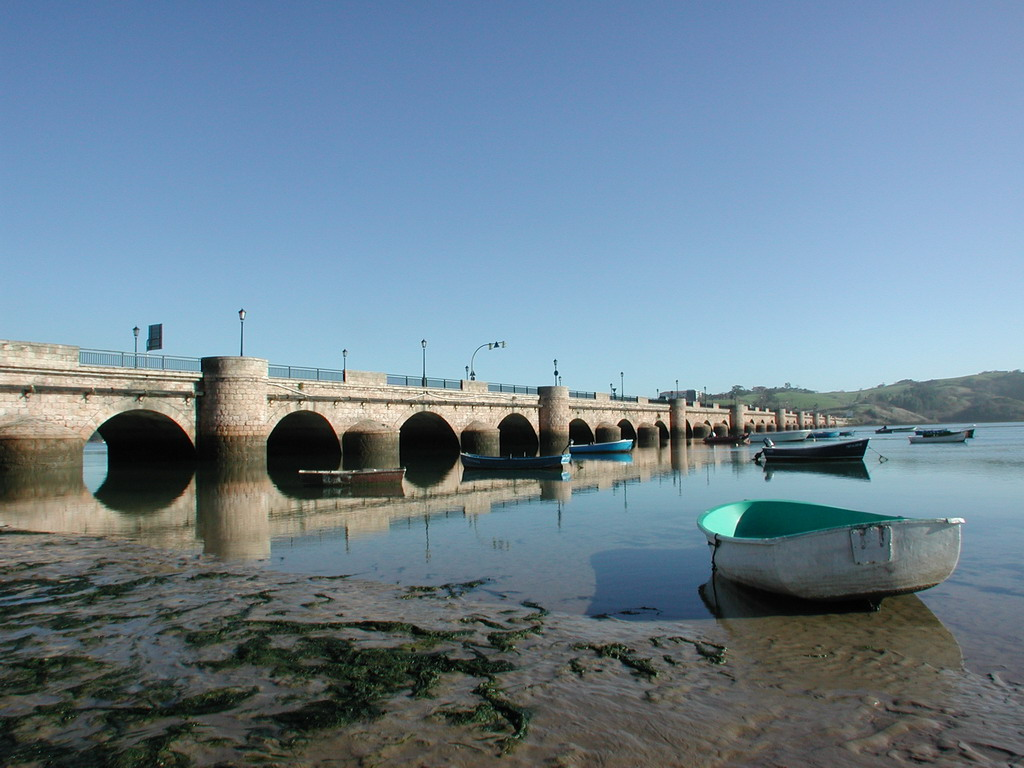
Puente de la Maza sobre la ría de San Vicente de la Barquera

Es una de las villas marineras más populares del Cantábrico. Existen cinco bienes de interés cultural en el municipio:
- Iglesia de Santa María de los Ángeles, monumento desde 1931;[14] ejemplo de arquitectura religiosa gótica.
- Antiguo convento de San Luis, monumento desde 1992.[15]
- Castillo de San Vicente de la Barquera, monumento desde 1985.[16]
- La Torre del Preboste, en el casco histórico
- Puebla vieja, conjunto histórico desde 1987.[17]

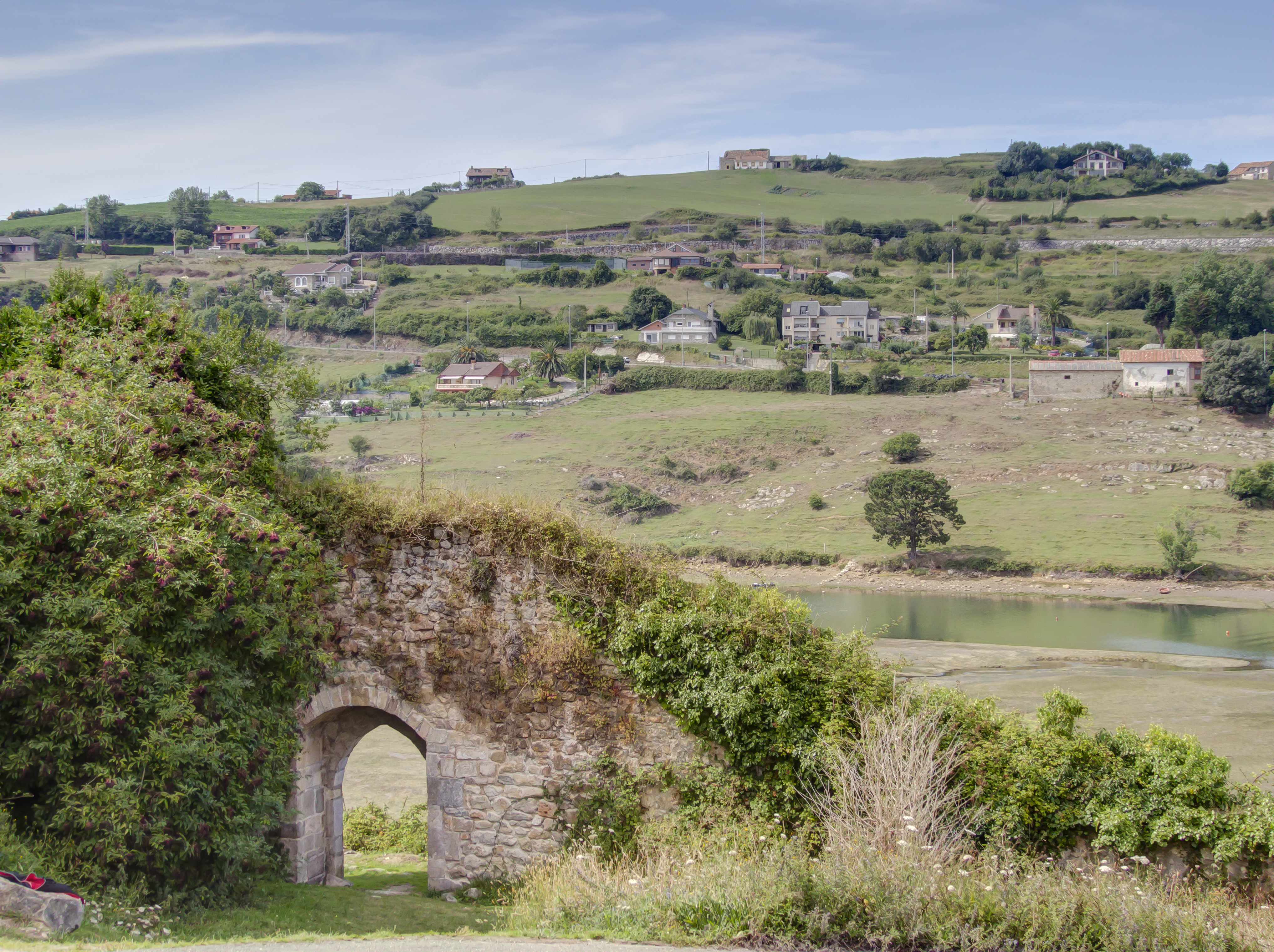
Puebla Vieja

El municipio forma parte de la Ruta Lebaniega, que enlaza el Camino de Santiago de la costa con el Camino Francés, declarada BIC por resolución de 15 de febrero de 2007; otros municipios de este camino jacobeo son: Val de San Vicente, Herrerías, Lamasón, Cillorigo de Liébana, Potes, Cabezón de Liébana, Camaleño y Vega de Liébana.
Hay en el municipio, además, tres bienes inventariados:
- Capilla de la Virgen de la Barquera, santuario de gran tradición.[18]
- El Lazareto de Abaño.
- El Fuerte de Santa Cruz de Suaz.

Otros puntos de interés son las ruinas de la casa de los Corro, el hospital de la Concepción, la torre de Preboste, así como los restos de la muralla y las puertas, todo ello dentro de la Puebla Vieja.

### Fiestas
- El 22 de enero, San Vicente Mártir. Feria ganadera.
- El primer o segundo fin de semana de julio se celebra el Certamen de la Canción Marinera, una de las fechas más importantes del canto coral a nivel nacional.
- El 16 de julio, El Carmen. Fiesta marinera. Se celebra en el barrio pesquero de la villa, con sardinadas.
- En abril o mayo (fecha variable) se celebra la fiesta más popular del lugar, la Folía, que normalmente se celebra el segundo domingo siguiente a la Semana Santa. La Folía es una Fiesta de Interés Turístico Nacional.
- 8 y 9 de septiembre, La Barquera y El Mozucu, está última en cuya celebración es típico una comida de sorropotún, plato típico de la villa, en la playa, que el Ayuntamiento regala a los asistentes.

## Ciudades hermanadas
- Pornichet (Francia)